# 小i机器人
小i机器人，又稱上海智臻智能網絡科技股份有限公司、简称小i，（英語： 或 Xiao-I Corporation, NASDAQ：AIXI）是一家成立於2001年的企业。該公司曾于2004年推出与公司同名的聊天機器人。
2018年，小i机器人在香港设立了亚太地区总部。2023年3月9日，小i机器人在美国纳斯达克证券交易所挂牌上市，并于同年6月在美国成立分支机构。此外，小i机器人还在中东设有办公室。

## 历史
小i机器人于2001年在上海成立。2004年，小i在MSN Messenger上推出了該公司的第一个網絡聊天机器人小i机器人。 该发明于2009年获得发明专利授权，名称为“一种聊天机器人系统”（专利号：ZL200410053749.9）。
2006年，小i机器人推出了客服机器人“海德先生”。2012年，小i机器人面向银行业推出微信AI聊天机器人。
小i机器人于2023年6月29日推出了通用大语言模型——华藏通用大模型。

## 融資和上市
2015年，小i机器人挂牌新三板。2018年4月，小i从新三板退市。2023年3月9日在纳斯达克交易所挂牌上市。

## 與蘋果公司的訴訟
2004年，小i机器人申请专利，发明名称为“一种聊天机器人系统”，并在2009年获得授权，专利号为ZL200410053749.9。
2012年6月，小i机器人认为蘋果公司的iPhone中使用的Siri侵犯了其專利ZL200410053749.9的专利权，於是向上海市第一中级人民法院提起专利侵权诉讼。2012年11月，蘋果公司向国家知识产权局提起行政复议，请求宣告ZL200410053749.9專利无效。2013年9月，国家知识产权局专利复审委员会决定维持ZL200410053749.9专利权有效。随后蘋果公司向北京市第一中级人民法院提起行政诉讼，起訴国家知识产权局专利复审委员会，而北京市第一中级人民法院于2014年7月判决维持国家知识产权局专利复审委员会作出的专利权有效决定。苹果公司不满裁定並上诉至北京市高级人民法院。2015年4月，北京市高级人民法院認定国家知识产权局专利复审委员会應做出ZL200410053749.9专利无效的宣告。
2015年5月，小i机器人向中华人民共和国最高人民法院提起申诉。同年6月，中华人民共和国最高人民法院立案受理。2016年4月，上海市第一中级人民法院依据北京市高级人民法院对专利无效的终审决定，裁定驳回小i於2012年的起诉。同年12月，中华人民共和国最高人民法院提审小i专利权行政诉讼。2017年5月，中华人民共和国最高人民法院组成新的合议庭审理小i上訴案。2020年6月28日，中华人民共和国最高人民法院判決Siri技术方案符合小iZL200410053749.9号专利权利要求的保护范围。
2020年8月，小i机器人再度向上海市高級人民法院提告蘋果公司的Siri侵犯了自己的專利權，同時向蘋果公司索賠14亿美元。2021年9月3日，小i向上海市高级人民法院提出行为保全申请，要求蘋果公司立即停止生产、销售、进口、使用，侵犯ZL200410053749.9发明专利的iPhone产品。